# شاندتر
شاندتر (به فرانسوی: Champdôtre) یک کمون در فرانسه با جمعیت ۵۴۹ نفر است که در Canton of Auxonne واقع شده‌است.